# Stephanie Kwolek

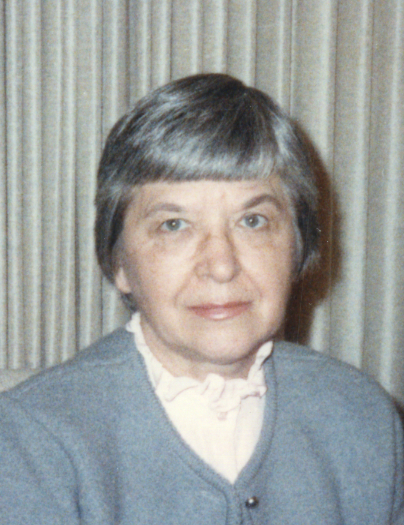
Stephanie Kwolek in 1986

Stephanie Louise Kwolek (New Kensington, 31 juli 1923 – Wilmington, 18 juni 2014) was een Pools-Amerikaans scheikundige die zich vooral met polymeerchemie bezighield. Ze is de ontdekker van poly-p-fenyleentereftaalamide of para-aramide, beter gekend onder de merknaam Kevlar.

## Biografie
Kwolek was de dochter van de Poolse immigranten Jan Kwolek en Nellie Zajdel Kwolek, die zich in 1923 te New Kensington hadden gevestigd. Haar vader stierf toen ze tien jaar was. Kwolek behaalde haar bachelor in de scheikunde in 1946 aan het Margaret Morrison Carnegie College van Carnegie Mellon University. Haar plannen waren om geld te verdienen om verder te kunnen studeren in de geneeskunde.

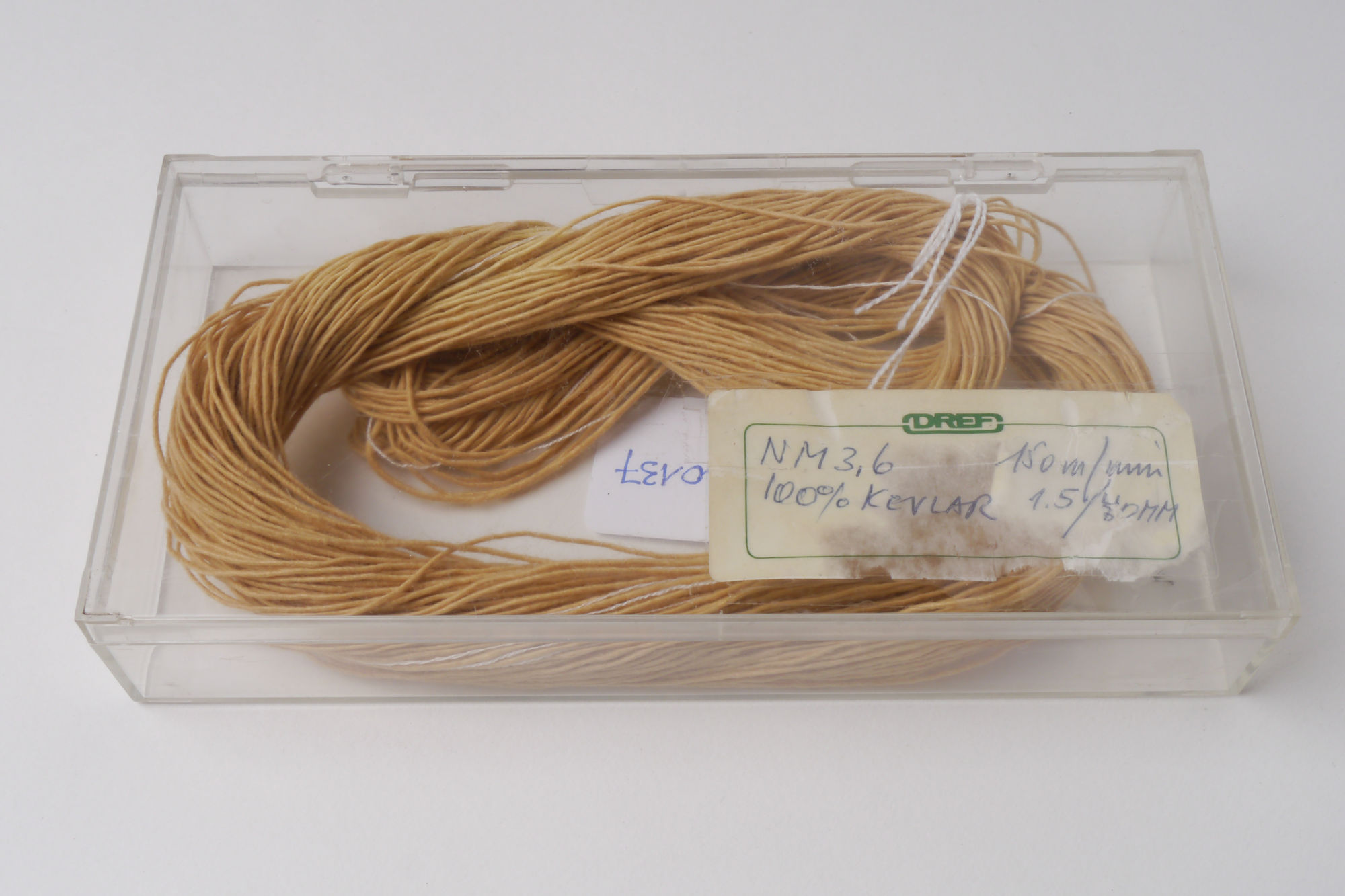
Staal van aramidevezel van het merk Kevlar, geproduceerd door DuPont

In 1946 kreeg Kwolek door Hale Charch een baan aangeboden bij chemiebedrijf DuPont. Dat werk beviel haar zo goed dat ze daar uiteindelijk tot aan haar pensioen zou blijven werken. In 1950 verhuisde ze voor haar werk naar Wilmington. Hier ontdekte Kwolek in 1965 Kevlar. Kwolek ging in 1986 met pensioen, maar was als adviseur nog verbonden aan DuPont. Gedurende haar carrière kreeg ze zo'n twintig patenten (mede) op haar naam, waaronder dat voor de productie van Kevlar.
Ze overleed op haar 90e in een ziekenhuis in Delaware.

## Erkenningen
- Kilby Award[3]
- 1980 · Creative Invention Award van de American Chemical Society[3]
- 1995 · Opgenomen in de National Inventors Hall of Fame van het National Inventors Institute[4]
- 1996 · National Medal of Technology
- 1997 · Perkin Medal van de American Chemical Society[3]
- 2003 · Opgenomen in de National Women's Hall of Fame[5]
- 2008 · Eredoctoraat van de Universiteit van Delaware